# 久保茂樹
久保　茂樹（くぼ しげき）は日本の法学者。青山学院大学法学部教授。専門は行政法。

## 経歴
- 東京教育大学附属駒場高等学校卒業
- 京都大学法学部卒業
- 京都大学大学院法学研究科公法専攻博士課程単位取得済退学
- 1982年 京都大学 法学部 助手[1]